# Hotel Carrasco
L'Hotel Carrasco è uno storico albergo e casinò di Montevideo in Uruguay.

## Storia
L'hotel venne inaugurato nel 1921 dopo nove anni di lavori. Venne commissionato dall'imprenditore Don Alfredo Arocena e fu progettato dagli architetti Gastón Mallet e Jacques Dunant, già autori di diversi altri edifici in Uruguay e Argentina.
L'albergo visse un periodo di splendore fino alla metà del XX secolo, per poi cadere in uno stato di deterioramento ed essere chiuso alla fine degli anni 90. Infine, a fine 2009 la Carrasco Nobile SA si aggiudicò l'hotel, che venne restaurato e quindi reinaugurato il 7 marzo 2013; la gestione, invece, venne affidata alla francese Sofitel del gruppo Accor.
Secondo El País la riapertura dell'albergo si è fatta catalizzatrice della maggiore dinamicità del mercato immobiliare del quartiere, che da allora ha visto numerosi investimenti immobiliari e commerciali.

## Descrizione
Il palazzo sorge sul lungomare di Montevideo ed è il punto focale del piano urbanistico messo a punto dagli architetti paesaggisti Charles Thays e Edouard André per il quartiere di Carrasco all'inizio del XX secolo.
L'architettura dell'edificio, ispirata alla tradizione classica e barocca, si rifà ad un linguaggio formale di radice eclettica e storicista fortemente identificata con la Francia, paradigma di civilizzazione e buon gusto per la società dell'epoca. I piani mansardati, gli scaloni monumentali e gli spazi interni lussuosamente decorati lo testimoniano ancora oggi.

## Galleria d'immagini

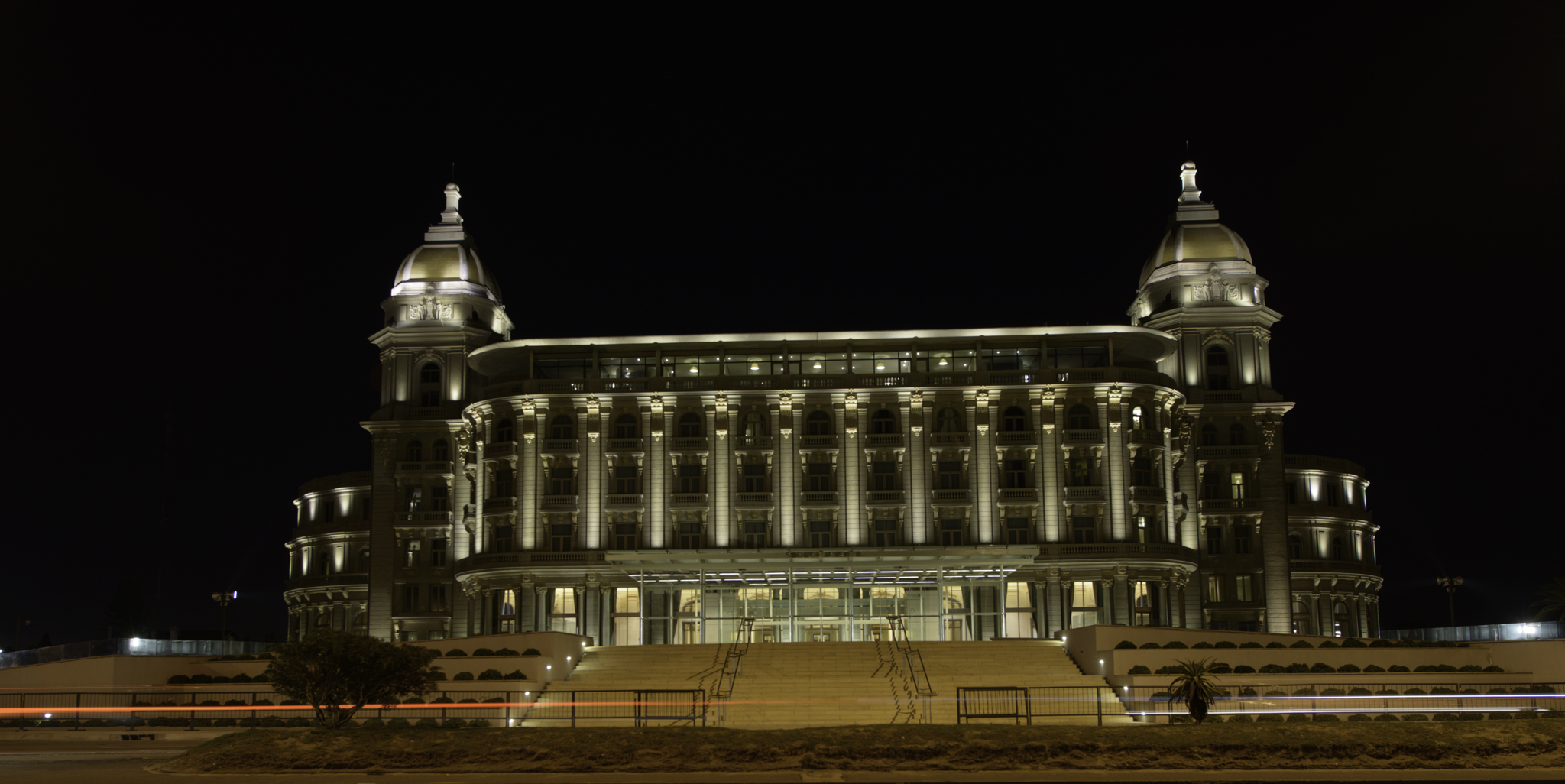
Veduta notturna
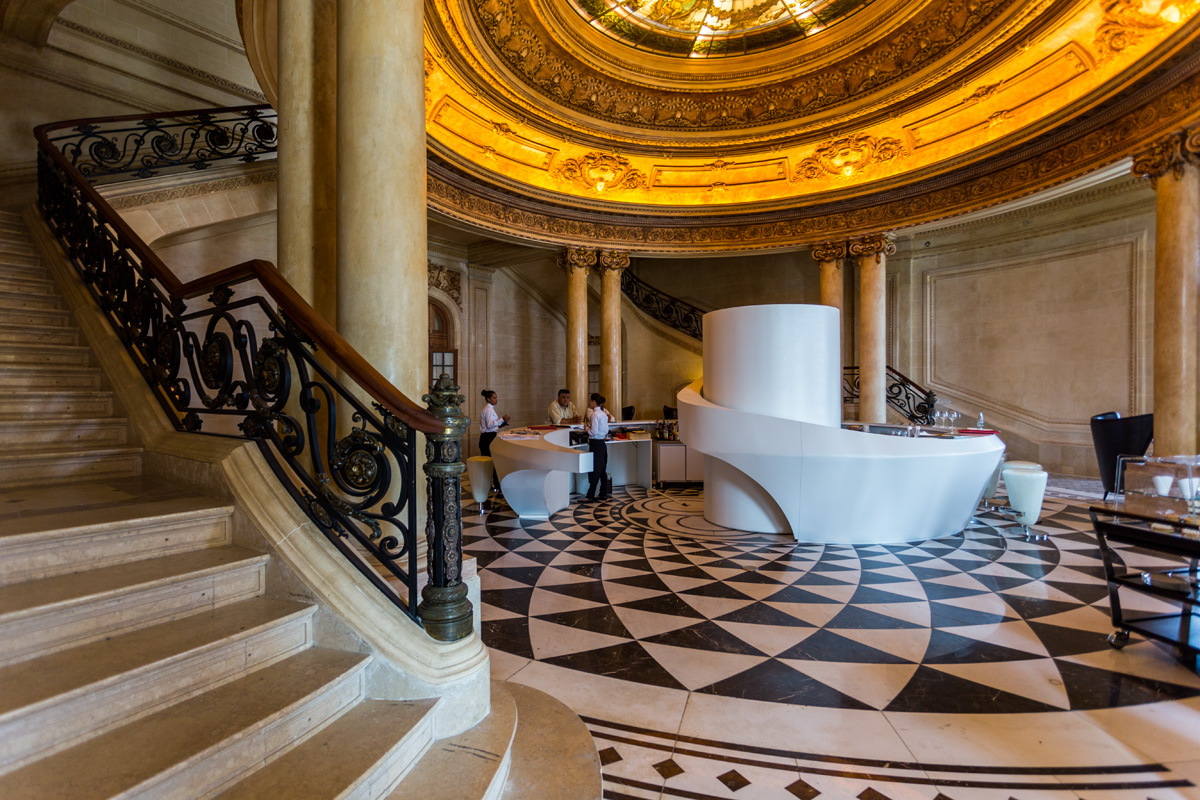
Interni
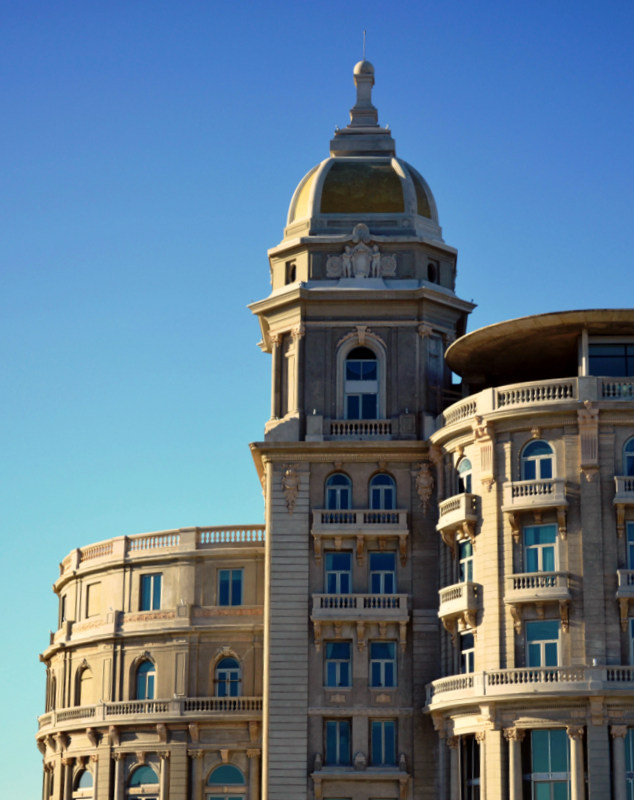
Una delle due torri laterali
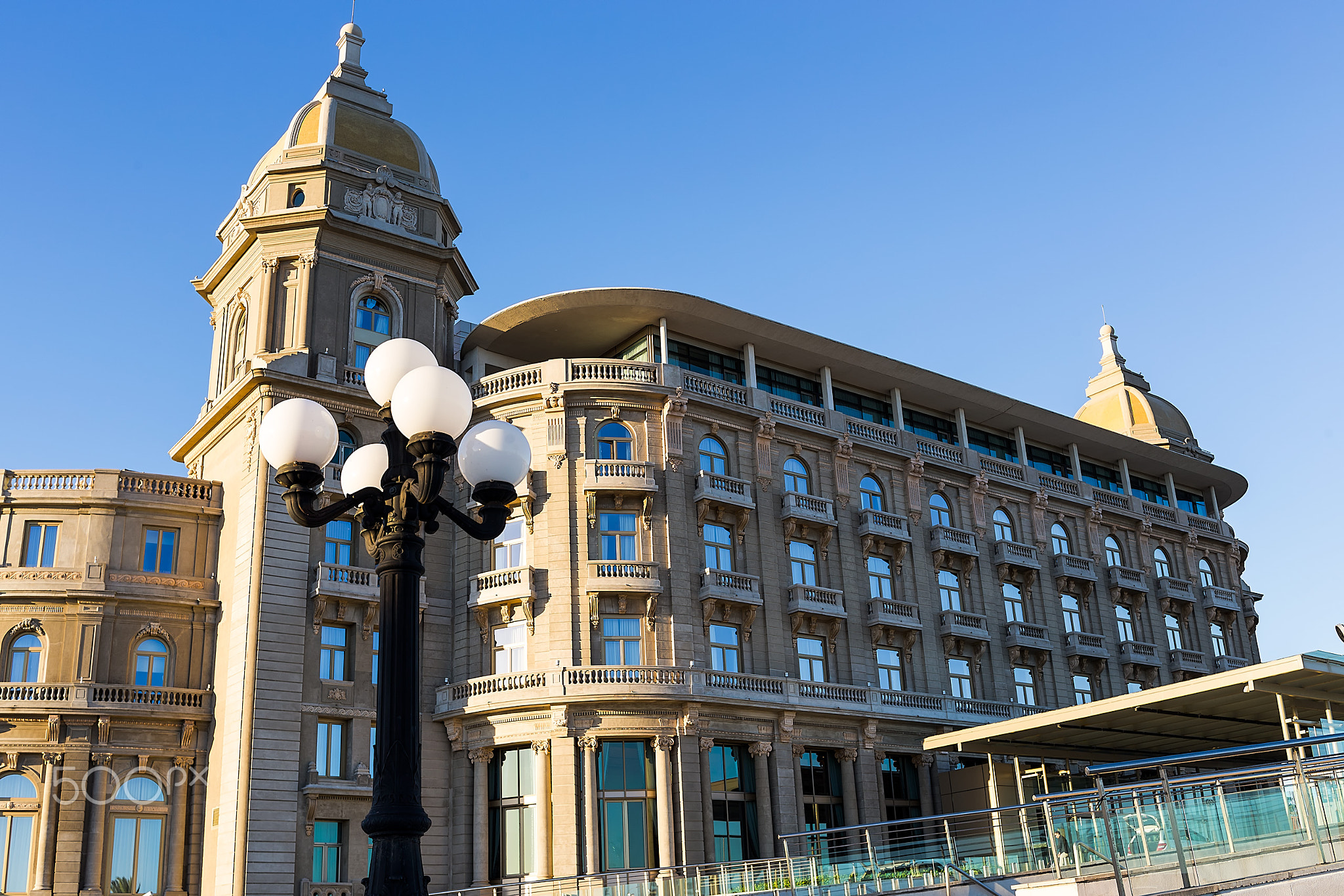
Veduta della facciata